# Kamil Piechucki
Kamil Piechucki (ur. 28 lipca 1983 w Stargardzie) – polski koszykarz występujący na pozycji rozgrywający/rzucający obrońca, po zakończeniu kariery zawodniczej – trener.

## Życiorys
Kamil Piechucki to stargardzianin. Ze sportem zetknął się w Szkole Podstawowej nr 5 (1990-1995) w Stargardzie Szczecińskim, jego nauczycielem wf był Jacek Bryła. Koszykówką zainteresował się w Szkole Podstawowej nr 1 (1996-1998), gdzie jego pierwszym koszykarskim nauczycielem był Tadeusz Gutowski. Następnie podjął naukę w Zespole Szkół nr 3 (Liceum Techniczne) (1998-2002). Wychowanek drużyny Spójni Stargard, w której jako junior zadebiutował w 2001 w rozgrywkach ekstraklasy. W 2003 wywalczył mistrzostwo kraju w kategorii wiekowej junior starszy wraz z Adamem Hrycaniukiem, Pawłem Leończykiem, Piotrem Stelmachem i Hubertem Mazurem. W tym samym roku wyjechał do USA (2003; 2005; 2008), gdzie trenował w grupie byłego koszykarza Spójni Shawna Resperta. W stargardzkim ekstraklasowym zespole grał do 2004 w którym rozegrał 46 spotkań w koszykarskiej najwyższej klasie rozgrywkowej. W latach 2004–2006 grał w Spójni Stargard w rozgrywkach I ligi koszykówki, następnie od 2006, był Sportino Inowrocław, potem powrócił do Spójni Stargard, od 2008 w KS AZS AWF Katowice i ponownie w Spójni Stargard w rozgrywkach II ligi. W lutym 2009 zarząd Spójni rozwiązał z nim kontrakt. W tym samym roku wyjechał do Niemiec, gdzie próbował swoich sił w niższych ligach. W 2010 powrócił z Niemiec i grał w II lidze w Krośnie. W 2011 zakończył karierę zawodnika w polskiej koszykówce w II ligowym klubie Delikatesy Centrum PBS Bank MOSiR Krosno. W 2011 zdobywał doświadczenie grając w Niemczech w Schwäbisch Hall w zespole TSG Schwäbisch Hall Flyers i w Aschersleben w zespole Aschersleben Tigers do 2014. Dla Aschersleben Tigers zagrał w 20 meczach, zdobywając średnio 11,6 punktu i 4,6 asyst. W 2014 został asystentem greckiego trenera koszykówki Dimitrisa Polychroniadisa i zarazem był zawodnikiem w niemieckim zespole BBC Magdeburg w rozgrywkach 2. Basketball Bundesligi, gdzie w tym klubie był do 2015. W 2016 asystent trenera Michała Barana, a 30 listopada 2017 pierwszy trener w Miasto Szkła Krosno. W sezonie 2018/2019 asystent Krzysztofa Koziorowicza trenera Spójni Stargard. 23 stycznia 2019, po rezygnacji Krzysztofa Koziorowicza został pierwszym trenerem ekstraklasowej Spójni Stargard. 12 listopada 2019 przestał być trenerem PGE Spójni Stargard, do rozwiązania kontraktu doszło za porozumieniem stron.

## Osiągnięcia
Drużynowe
- Mistrz Polski juniorów starszych ze Spójnią Stargard (2003)

Indywidualne
- najlepszy asystujący II ligi w sezonie (2010/2011)

## Życie prywatne
Kamil Piechucki mieszka w Stargardzie od 1983. W 2011 wziął ślub z Aleksandrą, mają dwoje dzieci, córka Nella i syn Jan. Żona jest nauczycielką, uczy języka niemieckiego i angielskiego. Rodzina mieszka w Niemczech, w Berlinie, Magdeburgu i w Polsce. Zamiłowania trenera Piechuckiego to: koszykówka, snowbord, podróże, kino.

## Ciekawostki
- naukę rozpoczął w Szkole Podstawowej nr 5 przy ul. Kuśnierzy 7 w Stargardzie Szczecińskim z dyrektorem Jerzym Szubertem[15],
- pierwszym trenerem koszykówki był Tadeusz Gutowski w Szkole Podstawowej nr 1 przy ul. Popiela do której przeniósł się w klasie szóstej[7],
- absolwent Liceum Technicznego Zespołu Szkół nr 3 w Stargardzie Szczecińskim, gdzie nauczycielami wf, a zarazem trenerami koszykówki w zespole juniorów stargardzkiego klubu był Mieczysław Major i Ireneusz Purwiniecki,
- wychowanek Spójni Stargard, w której zdobył 1391 punktów i rozegrał 157 spotkań ligowych[5],
- w całej karierze w Polsce rozegrał 216 meczów, zdobywając 1714 punktów, średnia punktów 7.9[5],
- był rozgrywającym, obrońcą, specjalizował się w rzutach za 3 punkty[7],
- w latach 2011-2014? grał w zespole TSG Schwäbisch Hall Flyers, następnie w Aschersleben Tigers, gdzie rozegrał 20 spotkań zdobywając średnio 11,6 punktu i 4,6 asyst[3],
- w 2014-2015 był grającym trenerem asystentem w drużynie BBC Solarto Eagles Magdeburg[3],
- po powrocie do Polski przez dwa lata pracował w drużynie z Krosna, najpierw jako asystent, w poprzednim sezonie był pierwszym szkoleniowcem Miasta Szkła,
- w 2018 i 2019 był w ekstraklasie asystentem trenera Koziorowicza, w sumie w roli II trenera stargardzkiej drużyny wystąpił 15 razy, odnosząc 3 wygrane i 13 porażek,
- w debiucie trenerskim wystąpił w roli trenera ekstraklasowej Spójni wygrywając 27 stycznia 2019 z Treflem Sopot po ofensywnym, emocjonującym i najlepszym meczu w sezonie 2018/2019 98:96[16].
- w 2019 prowadząc w ekstraklasie Spójnię Stargard (sezon 2018/2019), trener zanotował w 14 meczach 6 wygranych i 8 porażek (stan na dzień 25.04.2019);
- w 2019 w ekstraklasie (sezon 2019/2020) pod wodzą trenera Piechuckiego zespół Spójni Stargard zanotował 2 wygrane i 5 porażek (stan na dzień 11.11.2019).